# 北伊萨峡湾县
北伊萨峡湾县是冰岛的一个旧县，位于西峡湾区。主要城市是博隆加维克和伊萨菲厄泽。该县包括一个非人类栖息区，称为豪斯川迪尔自然保护区（Hornstrandir），它也是西峡湾区的最北点。德朗加冰盖位于该县。